# کبیکرو
کبیکرو (به لاتین: Kebikeru) منطقه‌ای مسکونی در جمهوری آذربایجان است که در شهرستان یولاخ واقع شده است.